# 肖凤合
肖凤合（1956年8月—），中国河南省安阳市人，汉族，第十二届全国人民代表大会四川地区代表，中国共产党党员。原为武警四川省总队司令员，2013年7月被提任为位于天津市的中国人民武装警察部队指挥学院的院长。
毕业于石家庄陆军指挥学院军事教育训练学专业。2013年，担任全国人大代表。